# Stitch
Expérience 626, plus connu sous le nom de Stitch, est une créature extraterrestre de couleur bleue, fruit d'une expérience scientifique menée par Jumba, un savant fou. Stitch est l'animal de compagnie de Lilo avec qui il vit à Hawaï.

## Description
Inventé par Chris Sanders, Stitch apparaît pour la première fois dans le film d'animation Lilo et Stitch de Walt Disney Pictures, sorti en 2002. Il a quatre bras, de grandes oreilles, une crête osseuse dans le dos et des petites antennes. Il est capable de dissimuler ses antennes, sa crête et sa deuxième paire de bras. Il est aussi capable de se faire passer pour un chien. C'est d'ailleurs sous cette forme qu'il rencontre Lilo. 
Stitch est le résultat d'une expérimentation scientifique extra-terrestre prévue pour concevoir un être « indestructible, increvable et infatigable ».  Stitch est un personnage extrêmement capricieux et têtu mais il est sans aucun doute le héros atypique de ce 76e long métrage de Disney.

### Relations
Angel, sa compagne, viendra plus tard, ainsi que son maître Dougie. Malgré sa nature maléfique, Stitch parvient à devenir le meilleur ami de Lilo et sa personnalité s'équilibre au contact de la jeune orpheline. Ils forment tous les deux un duo inséparable et attachant. Il a des rivaux aussi puissants que lui, tels que 627 et Leroy.